# Hans Clazes Wouda
Hans Clazes Wouda (Sneek, 19 november 1794 – Den Haag, 3 augustus 1874) was een Nederlands ondernemer en politicus. Hij bekleedde in het openbaar bestuur de functies van raadslid, wethouder, Fries statenlid en burgemeester van Sneek.

## Zakelijk
In 1818 begon Wouda een grutterij aan het Singel in Sneek. Het bedrijf breidde zich uit en een winkel voor meelwaren werd gevestigd aan het Grootzand nummer 18. Toen Wouda in 1854 burgemeester van Sneek werd, stapte hij uit het bedrijf en ging het bedrijf over naar Nicolaas Jurjan Wouda (zijn neef), deze zou de naam Wouda's Meelfabrieken gaan voeren.
In november 1858 begon Wouda de "Lemster Stoomboot-Reederij" voor een veerdienst de Zuiderzee tussen Lemmer en Amsterdam. In 1859 kreeg het bedrijf de vereiste concessie.

## Politieke carrière
Wouda werd raadslid in Sneek, waarna hij meerdere termijnen als wethouder zitting nam in het stadsbestuur van Sneek. Hij werd tevens verkozen in de Provinciale Staten van Friesland. Op 20 november 1854 volgde Wouda Steven ten Cate op als burgemeester van Sneek, waarbij hij lid van de Provinciale Staten bleef.
Tijdens zijn burgemeesterschap maakte Wouda zich sterk voor een spoor- en bootverbinding tussen Leeuwarden en Hoorn, via Sneek, Stavoren en Enkhuizen. Hij richtte in april 1862 het "Comité voor den Noord-Hollandsch-Frieschen Spoorweg" op. In 1863 werd een concessieaanvraag voor de route ingediend, en het comité wist in 1864 fondsen te verwerven voor de aanleg door deelname van gemeenten, de provincie en particulieren. Door verschillende crises in daaropvolgende jaren kon het plan geen doorgang vinden. Pas in 1872 werd het plan vanuit de provincie weer tevoorschijn gehaald. Ondanks een concurrerend voorstel voor een route over Hindeloopen en Medemblik, werd het voorstel van Wouda uiteindelijk uitgevoerd. Hij maakte dit echter niet meer mee.
Wouda werd in 1866 nog voor een derde maal benoemd tot burgemeester, maar nam eind 1867 eervol ontslag. Hij overleed in 1874 in Den Haag.